# Экономика Квебека
Экономика Квебека — современная постиндустриальная экономика канадской провинции Квебек с положительным торговым балансом. С момента подписания соглашения о свободной торговле между Канадой и США (North America Free Trade Area) в 1987 году экспорт Квебека в США резко возрос.
В 2008 году ВВП провинции Квебек составил 248 400 000 000 долл. США по паритету покупательной способности (ППС), или 19,0 % от ВВП всей Канады. Валовой внутренний продукт на душу населения Квебеке в 2008 году составил 32 051 доллар по ППС, Квебек оказался позади таких стран как Франция, Япония и Бахрейн, но опередил Испанию, Италию и Грецию.
Как и в большинстве промышленно развитых стран, экономика Квебека основана главным образом на секторе услуг. Но сектор обрабатывающей промышленности имеет также очень важное значение. Около 85 % экспорта провинции Квебек приходится на Соединенные Штаты. Экономические отношения между Квебеком и Францией имеют важное значение: в 2008 году примерно 17 000 сотрудников работали на 470 предприятиях Квебека, принадлежащих французским компаниям, и 26 000 французов работали на 154 предприятиях квебекцев во Франции.
Как и все всех западные страны, экономика Квебека испытывает влияние глобальных экономических условий, борясь с финансовым кризисом 2007—2009 годов. В первом квартале 2009 года валовой внутренний продукт Квебека сократился по сравнению с предыдущим годом. Падение производства особенно было очевидно во внешней торговле.

## Торговля

### Экспорт
Квебекский экспорт за рубеж достиг 89.2 миллиардов долларов США в 2008 году и, следовательно, Квебек стал 40-м по величине экспортером товаров и услуг на международных рынках.
- Продукты питания: 3340 млн долларов США
- Древесина и бумага: 9902 млн долларов США
- Текстиль: 3045 млн долларов США
- Полезные ископаемые: 10 598 млн долларов США
- Химическая и нефтехимическая промышленность: 3877 млн долларов США
- Машиностроение: 4581 млн долларов США
- Материалы для транспорта: 15 750 млн долларов США
- Электрооборудование, электроника и телекоммуникационное оборудование: 7172 млн долларов США
- Электричество: 832 млн долларов США
- Другие категории: 9146 млн долларов США

Доля провинции Квебек в общеканадском экспорте в 2004 году:
- Высокие технологии: 43,5 %
- Средние высокие технологии: 7,9 %
- Технологии ниже среднего: 24,5 %
- Низкие технологии: 26,8 %
- Всего: 16,6 %

### Импорт
Импорт из-за рубежа в 2008 году составил 105,0 млрд долларов США. Квебек занял в 38-е в списке крупнейших импортёров товаров и услуг.
Доля импорта Квебека в общеканадском импорте в 2004 году:
- Высокие технологии: 25,9 %
- Средние высокие технологии: 13,3 %
- Технологии ниже среднего: 19,1 %
- Низкие технологии: 18,5 %
- Всего: 19,3 %

## Экономическая деятельность

### Природные ресурсы
Несмотря на меньшее место, которые они занимают в выработке валового внутреннего продукта Квебека, природные ресурсы и энергетика очень важны для экономики страны. В Квебеке территория богата водными ресурсами, лесами хвойных пород всех видов и минералами. Судьба некоторых регионов Квебека тесно связана с добычей и переработкой сырья.

### Гидроэнергетика
Обилие водных ресурсов провинции Квебек позволяет использовать гидроэнергетику. Она также внесла вклад в развитие промышленности в некоторых районах провинции Квебек, особенно в Мориси, Сагеней-Лак-Сен-Жан и Кот-Нор.
Правительство провинции Квебек в рамках корпорации Гидро-Квебек, развивает потенциал, начиная с конца 1940-х годов вкладывая крупные инвестиции в 59 гидроэлектростанций, которые в 2008 году обладали установленной мощностью 34 118 МВт. При избытке возобновляемых источников энергии по низким ценам, корпорация Гидро-Квебек выдала её единственному акционеру, правительству Квебека дивидендов на сумму 9,2 млрд долларов в 2004—2008 годы, и это несмотря на то, что тарифы на электроэнергию являются одними из самых низких в Северной Америке.
Средний расход домохозяйств и сельскохозяйственных предприятий составил 16 974 кВтч в год, что является достаточно высоким показателем из-за использования электроэнергии для отопления в 68 % домов. Предпочтение электроэнергии, вырабатываемой на гидроэлектростанциях, которая составляет 40,4 % от конечного потребления, предполагает некоторые экологические преимущества.

### Леса
Провинция располагает богатыми возобновляемыми лесными ресурсами. Леса занимают около 760 000 км² и производят 55 млн м³ древесины в год.
Целлюлозно-бумажные и другие изделия из древесины производимые в Квебеке стоят свыше 18 млрд канадских долларов в год. Лесная промышленность занимает второе место по экспорту (11 млрд канадских долларов) и является основным источником производства более чем в 250 муниципалитетах.
Во втором полугодии 2007 года отрасль пережила очень серьёзный кризис, причём в основном из-за сочетания следующих неблагоприятных факторов:
- Сильный курс канадского доллара по отношению к доллару США
- Сокращение объёмов лесозаготовки, введенное правительством Квебека, мотивированный чрезмерной эксплуатацией лесов
- Сокращение мирового спроса на бумагу
- Значительное падение в секторе строительства нового жилья в Соединенных Штатах.

### Добыча полезных ископаемых
Квебек является одним из 10 крупнейших производителей в горнодобывающем секторе в мире. Это второй по величине производитель золота и железа в Канаде и второй по величине производитель ниобия в мире. В провинции 22 действующие шахты, 158 добывающих компаний и 12 предприятий по первичной переработке (4 металлургических комбината и завода, 4 цементных заводов, заводов и 3 завода по производству известковой глины). Квебек располагает 30 видами полезных ископаемых, наиболее важными из которых являются золото, железо, титан, асбест, медь, цинк и серебро. Предполагается, что только 40 % запасов полезных ископаемых Квебека было разведано. В 2005 г. экспорт полезных ископаемых и металлов провинции достиг 1,46 млрд долл. США и инвестиции 1 миллиард долларов США. В 2006 году горнорудная промышленность создала 13 373 новых рабочих мест. Из них 9482 связаны с разведкой и добычей.

### Сельское хозяйство
В сельском хозяйстве занято было 58 918 человек в 2006 году.
Несмотря на суровый климат зимой, что сокращает урожай, долина реки Св. Лаврентия является плодородной сельскохозяйственной областью и способствует разнообразию культур. Там выращивают фрукты, овощи, зерновые и корма.
Также в Квебеке развито животноводство. За последние 20 лет значительно расширилось свиноводство. Квебек также производит мясо птицы, яйца, говядину и баранину.
Квебек разместил на своей территории большое количество производства кленового сахара. Квебек является крупнейшим производителем кленового сиропа, далеко обогнав остальную Канаду и Соединенные Штаты.

## Трансформация экономики

### Аэрокосмическая отрасль
Аэрокосмическая промышленность провинции Квебек занимает шестое место в мире по стоимости продукции. Монреаль является вторым по величине космическим центром после Сиэтла и до Тулузы. В 2002 году в космической отрасли было около 260 компаний и работало около 40 000 человек. Различные международные организации создали свои штаб-квартиры в Квебеке, в том числе Международная ассоциация воздушного транспорта и Международной организации гражданской авиации.

### Наземный транспорт
Железнодорожный и автомобильный транспорт произвели доходов на 7,2 млрд в начале 2004 года. В отрасли занято около 35 000 человек. Крупные производители, такие как Bombardier, PACCAR, NovaBUS, Прево CAR и Komatsu работают с большим количеством поставщиков и субподрядчиков.

### Сельское хозяйство
Долина реки Святого Лаврентия — это очень плодородная сельскохозяйственная область. Она производит молочные продукты, овощи, фрукты, кленовый сироп (Квебек является крупнейшим производителем), развито животноводство.
Пищевая промышленность имеет хорошие перспективы. Органическое сельское хозяйство, биотехнологии и генетика, будут представлены на продовольственном рынке завтра.

## Сектор услуг

### Банковское дело и финансы
Банк Монреаля, основанный в 1817 в Монреале, стал первым банком в Квебеке но, как и большинство крупных канадских банков, ведущих бизнес в Квебеке, контроль над банком осуществляется из-за пределов провинции.
Национальный банк, чья родословная восходит к 1859 году и банк Дежарден являются двумя крупнейшими банками провинции Квебек. Лаврентийский банк значительно меньше.

### Информационные технологии
В компаниях ИТ работают более 100 тысяч работников. Сфера информационных технологий в Квебеке быстро растет в последние годы. В 2002 году 52 % всего канадского венчурного капитала вложено в Квебеке и 61 % имеющихся средств вложены в технологии. Особенно сильны секторы телекоммуникаций, мультимедиа, компьютерных услуг и микроэлектроники и компонентов.
Некоторые из телекоммуникационных компаний, таких как Ericsson, Motorola, и Mitec расположены в провинции Квебек.
Индустрия мультимедиа особенно активна в Квебеке, особенно с конца 1990-х. Несколько тысяч человек работают в Монреале и Квебеке для таких компаний, как разработчики видеоигр Ubisoft, Electronic Arts, Microïds, Strategy First, Eidos, Activision и А2М.
Монреаль — город, который дал рождение двум важным разработчикам программного обеспечения 3D-анимации: Softimage и Discreet. В секторе компьютерных услуг, разработки программного обеспечения и инженерно-консалтинговой отрасли занято 60 000 работников.
В секторе микроэлектроники работают 110 компаний, которые нанимают 12900 человек. Крупнейшими работодателями являются CMC Électronique, IBM, и Matrox.

### Оптика и фотоника
В 2004 году примерно 8000 человек работало в таких отраслях как оптические системы и фотоника в Квебеке. Научные исследования и разработки сосредоточены в особенности в районе города Квебек, в то время производство локализовано в районе Монреаля. Квебек насчитывает около 20 компаний в лазерной, волоконной оптике, обработки изображений и смежных отраслях промышленности.

### Биотехнология
Биотехнологический сектор насчитывает около 130 компаний в которых работает 4700 человек. Биотехнологическая промышленности провинции Квебек занимает третье место в Северной Америке после Калифорнии и Массачусетса.

### Фармацевтика
Область фармацевтики насчитывает 381 предприятие и 24 550 работников, производство товаров медицинского назначения — один из самых важных секторов экономики современной провинции Квебек. При наличии около 20 транснациональных корпораций, таких как Merck Frosst, Johnson & Johnson, Pfizer, Sanofi и Bristol Myers Squibb, Монреаль занимает восьмое место в Северной Америке по количеству рабочих мест в фармацевтической отрасли.

### Туризм
В 2002 году расходы в сфере туризма составили 7,3 млрд долларов. Около 27,5 млн поездок были совершены в провинции Квебек: 72 % совершили сами квебекцы, 15 % канадцы из других провинций, 9 % американцы и 4 % из других стран. В этом секторе занято около 330 тысяч человек и существует 34 000 компаний.
Наиболее посещаемые города — это Монреаль и Квебек. Основные достопримечательности — это фестивали в Монреале, европейский стиль Квебек-Сити и природные достопримечательности. Кроме того город Квебек является единственным укрепленным городом к северу от Мексики. Квебек — это один из топ-20 туристических направлений в мире.

## Занятость
В сентябре 2007 года уровень безработицы составил 6,9 %. Это самый низкий уровень безработицы за 33 года.
В 2001 году 40,7 % работников состояли в профсоюзах.
В 2001 году 74,7 % работников Квебеке работали в сфере услуг, 18,5 % во вторичном секторе (промышленности), в том числе 4,0 % в строительстве и 2,8 % в сырьевом секторе.
В 2008 году, в целях предотвращения нехватки работников в Квебеке, правительство Квебека представило пакт по вопросам занятости.